# 1776
Portal Geschichte | Portal Biografien | Aktuelle Ereignisse | Jahreskalender | Tagesartikel

◄ |
17. Jahrhundert |
18. Jahrhundert
| 19. Jahrhundert | ►

◄ |
1740er |
1750er |
1760er |
1770er
| 1780er | 1790er | 1800er | ►

◄◄ |
◄ |
1772 |
1773 |
1774 |
1775 |
1776
| 1777 | 1778 | 1779 | 1780 | ► | ►►
Staatsoberhäupter  · Nekrolog  · Literaturjahr · Musikjahr
| Januar | Januar | Januar | Januar | Januar | Januar | Januar | Januar |
| Kw     | Mo     | Di     | Mi     | Do     | Fr     | Sa     | So     |
| ------ | ------ | ------ | ------ | ------ | ------ | ------ | ------ |
| 1      | 1      | 2      | 3      | 4      | 5      | 6      | 7      |
| 2      | 8      | 9      | 10     | 11     | 12     | 13     | 14     |
| 3      | 15     | 16     | 17     | 18     | 19     | 20     | 21     |
| 4      | 22     | 23     | 24     | 25     | 26     | 27     | 28     |
| 5      | 29     | 30     | 31     |        |        |        |        |

| Februar | Februar | Februar | Februar | Februar | Februar | Februar | Februar |
| Kw      | Mo      | Di      | Mi      | Do      | Fr      | Sa      | So      |
| ------- | ------- | ------- | ------- | ------- | ------- | ------- | ------- |
| 5       |         |         |         | 1       | 2       | 3       | 4       |
| 6       | 5       | 6       | 7       | 8       | 9       | 10      | 11      |
| 7       | 12      | 13      | 14      | 15      | 16      | 17      | 18      |
| 8       | 19      | 20      | 21      | 22      | 23      | 24      | 25      |
| 9       | 26      | 27      | 28      | 29      |         |         |         |

| März | März | März | März | März | März | März | März |
| Kw   | Mo   | Di   | Mi   | Do   | Fr   | Sa   | So   |
| ---- | ---- | ---- | ---- | ---- | ---- | ---- | ---- |
| 9    |      |      |      |      | 1    | 2    | 3    |
| 10   | 4    | 5    | 6    | 7    | 8    | 9    | 10   |
| 11   | 11   | 12   | 13   | 14   | 15   | 16   | 17   |
| 12   | 18   | 19   | 20   | 21   | 22   | 23   | 24   |
| 13   | 25   | 26   | 27   | 28   | 29   | 30   | 31   |

| April | April | April | April | April | April | April | April |
| Kw    | Mo    | Di    | Mi    | Do    | Fr    | Sa    | So    |
| ----- | ----- | ----- | ----- | ----- | ----- | ----- | ----- |
| 14    | 1     | 2     | 3     | 4     | 5     | 6     | 7     |
| 15    | 8     | 9     | 10    | 11    | 12    | 13    | 14    |
| 16    | 15    | 16    | 17    | 18    | 19    | 20    | 21    |
| 17    | 22    | 23    | 24    | 25    | 26    | 27    | 28    |
| 18    | 29    | 30    |       |       |       |       |       |

| Mai | Mai | Mai | Mai | Mai | Mai | Mai | Mai |
| Kw  | Mo  | Di  | Mi  | Do  | Fr  | Sa  | So  |
| --- | --- | --- | --- | --- | --- | --- | --- |
| 18  |     |     | 1   | 2   | 3   | 4   | 5   |
| 19  | 6   | 7   | 8   | 9   | 10  | 11  | 12  |
| 20  | 13  | 14  | 15  | 16  | 17  | 18  | 19  |
| 21  | 20  | 21  | 22  | 23  | 24  | 25  | 26  |
| 22  | 27  | 28  | 29  | 30  | 31  |     |     |

| Juni | Juni | Juni | Juni | Juni | Juni | Juni | Juni |
| Kw   | Mo   | Di   | Mi   | Do   | Fr   | Sa   | So   |
| ---- | ---- | ---- | ---- | ---- | ---- | ---- | ---- |
| 22   |      |      |      |      |      | 1    | 2    |
| 23   | 3    | 4    | 5    | 6    | 7    | 8    | 9    |
| 24   | 10   | 11   | 12   | 13   | 14   | 15   | 16   |
| 25   | 17   | 18   | 19   | 20   | 21   | 22   | 23   |
| 26   | 24   | 25   | 26   | 27   | 28   | 29   | 30   |

| Juli | Juli | Juli | Juli | Juli | Juli | Juli | Juli |
| Kw   | Mo   | Di   | Mi   | Do   | Fr   | Sa   | So   |
| ---- | ---- | ---- | ---- | ---- | ---- | ---- | ---- |
| 27   | 1    | 2    | 3    | 4    | 5    | 6    | 7    |
| 28   | 8    | 9    | 10   | 11   | 12   | 13   | 14   |
| 29   | 15   | 16   | 17   | 18   | 19   | 20   | 21   |
| 30   | 22   | 23   | 24   | 25   | 26   | 27   | 28   |
| 31   | 29   | 30   | 31   |      |      |      |      |

| August | August | August | August | August | August | August | August |
| Kw     | Mo     | Di     | Mi     | Do     | Fr     | Sa     | So     |
| ------ | ------ | ------ | ------ | ------ | ------ | ------ | ------ |
| 31     |        |        |        | 1      | 2      | 3      | 4      |
| 32     | 5      | 6      | 7      | 8      | 9      | 10     | 11     |
| 33     | 12     | 13     | 14     | 15     | 16     | 17     | 18     |
| 34     | 19     | 20     | 21     | 22     | 23     | 24     | 25     |
| 35     | 26     | 27     | 28     | 29     | 30     | 31     |        |

| September | September | September | September | September | September | September | September |
| Kw        | Mo        | Di        | Mi        | Do        | Fr        | Sa        | So        |
| --------- | --------- | --------- | --------- | --------- | --------- | --------- | --------- |
| 35        |           |           |           |           |           |           | 1         |
| 36        | 2         | 3         | 4         | 5         | 6         | 7         | 8         |
| 37        | 9         | 10        | 11        | 12        | 13        | 14        | 15        |
| 38        | 16        | 17        | 18        | 19        | 20        | 21        | 22        |
| 39        | 23        | 24        | 25        | 26        | 27        | 28        | 29        |
| 40        | 30        |           |           |           |           |           |           |

| Oktober | Oktober | Oktober | Oktober | Oktober | Oktober | Oktober | Oktober |
| Kw      | Mo      | Di      | Mi      | Do      | Fr      | Sa      | So      |
| ------- | ------- | ------- | ------- | ------- | ------- | ------- | ------- |
| 40      |         | 1       | 2       | 3       | 4       | 5       | 6       |
| 41      | 7       | 8       | 9       | 10      | 11      | 12      | 13      |
| 42      | 14      | 15      | 16      | 17      | 18      | 19      | 20      |
| 43      | 21      | 22      | 23      | 24      | 25      | 26      | 27      |
| 44      | 28      | 29      | 30      | 31      |         |         |         |

| November | November | November | November | November | November | November | November |
| Kw       | Mo       | Di       | Mi       | Do       | Fr       | Sa       | So       |
| -------- | -------- | -------- | -------- | -------- | -------- | -------- | -------- |
| 44       |          |          |          |          | 1        | 2        | 3        |
| 45       | 4        | 5        | 6        | 7        | 8        | 9        | 10       |
| 46       | 11       | 12       | 13       | 14       | 15       | 16       | 17       |
| 47       | 18       | 19       | 20       | 21       | 22       | 23       | 24       |
| 48       | 25       | 26       | 27       | 28       | 29       | 30       |          |

| Dezember | Dezember | Dezember | Dezember | Dezember | Dezember | Dezember | Dezember |
| Kw       | Mo       | Di       | Mi       | Do       | Fr       | Sa       | So       |
| -------- | -------- | -------- | -------- | -------- | -------- | -------- | -------- |
| 48       |          |          |          |          |          |          | 1        |
| 49       | 2        | 3        | 4        | 5        | 6        | 7        | 8        |
| 50       | 9        | 10       | 11       | 12       | 13       | 14       | 15       |
| 51       | 16       | 17       | 18       | 19       | 20       | 21       | 22       |
| 52       | 23       | 24       | 25       | 26       | 27       | 28       | 29       |
| 1        | 30       | 31       |          |          |          |          |          |

| Januar | Januar | Januar | Januar | Januar | Januar | Januar | Januar |
| Kw     | Mo     | Di     | Mi     | Do     | Fr     | Sa     | So     |
| ------ | ------ | ------ | ------ | ------ | ------ | ------ | ------ |
| 1      | 1      | 2      | 3      | 4      | 5      | 6      | 7      |
| 2      | 8      | 9      | 10     | 11     | 12     | 13     | 14     |
| 3      | 15     | 16     | 17     | 18     | 19     | 20     | 21     |
| 4      | 22     | 23     | 24     | 25     | 26     | 27     | 28     |
| 5      | 29     | 30     | 31     |        |        |        |        |

| Februar | Februar | Februar | Februar | Februar | Februar | Februar | Februar |
| Kw      | Mo      | Di      | Mi      | Do      | Fr      | Sa      | So      |
| ------- | ------- | ------- | ------- | ------- | ------- | ------- | ------- |
| 5       |         |         |         | 1       | 2       | 3       | 4       |
| 6       | 5       | 6       | 7       | 8       | 9       | 10      | 11      |
| 7       | 12      | 13      | 14      | 15      | 16      | 17      | 18      |
| 8       | 19      | 20      | 21      | 22      | 23      | 24      | 25      |
| 9       | 26      | 27      | 28      | 29      |         |         |         |

| März | März | März | März | März | März | März | März |
| Kw   | Mo   | Di   | Mi   | Do   | Fr   | Sa   | So   |
| ---- | ---- | ---- | ---- | ---- | ---- | ---- | ---- |
| 9    |      |      |      |      | 1    | 2    | 3    |
| 10   | 4    | 5    | 6    | 7    | 8    | 9    | 10   |
| 11   | 11   | 12   | 13   | 14   | 15   | 16   | 17   |
| 12   | 18   | 19   | 20   | 21   | 22   | 23   | 24   |
| 13   | 25   | 26   | 27   | 28   | 29   | 30   | 31   |

| April | April | April | April | April | April | April | April |
| Kw    | Mo    | Di    | Mi    | Do    | Fr    | Sa    | So    |
| ----- | ----- | ----- | ----- | ----- | ----- | ----- | ----- |
| 14    | 1     | 2     | 3     | 4     | 5     | 6     | 7     |
| 15    | 8     | 9     | 10    | 11    | 12    | 13    | 14    |
| 16    | 15    | 16    | 17    | 18    | 19    | 20    | 21    |
| 17    | 22    | 23    | 24    | 25    | 26    | 27    | 28    |
| 18    | 29    | 30    |       |       |       |       |       |

| Mai | Mai | Mai | Mai | Mai | Mai | Mai | Mai |
| Kw  | Mo  | Di  | Mi  | Do  | Fr  | Sa  | So  |
| --- | --- | --- | --- | --- | --- | --- | --- |
| 18  |     |     | 1   | 2   | 3   | 4   | 5   |
| 19  | 6   | 7   | 8   | 9   | 10  | 11  | 12  |
| 20  | 13  | 14  | 15  | 16  | 17  | 18  | 19  |
| 21  | 20  | 21  | 22  | 23  | 24  | 25  | 26  |
| 22  | 27  | 28  | 29  | 30  | 31  |     |     |

| Juni | Juni | Juni | Juni | Juni | Juni | Juni | Juni |
| Kw   | Mo   | Di   | Mi   | Do   | Fr   | Sa   | So   |
| ---- | ---- | ---- | ---- | ---- | ---- | ---- | ---- |
| 22   |      |      |      |      |      | 1    | 2    |
| 23   | 3    | 4    | 5    | 6    | 7    | 8    | 9    |
| 24   | 10   | 11   | 12   | 13   | 14   | 15   | 16   |
| 25   | 17   | 18   | 19   | 20   | 21   | 22   | 23   |
| 26   | 24   | 25   | 26   | 27   | 28   | 29   | 30   |

| Juli | Juli | Juli | Juli | Juli | Juli | Juli | Juli |
| Kw   | Mo   | Di   | Mi   | Do   | Fr   | Sa   | So   |
| ---- | ---- | ---- | ---- | ---- | ---- | ---- | ---- |
| 27   | 1    | 2    | 3    | 4    | 5    | 6    | 7    |
| 28   | 8    | 9    | 10   | 11   | 12   | 13   | 14   |
| 29   | 15   | 16   | 17   | 18   | 19   | 20   | 21   |
| 30   | 22   | 23   | 24   | 25   | 26   | 27   | 28   |
| 31   | 29   | 30   | 31   |      |      |      |      |

| August | August | August | August | August | August | August | August |
| Kw     | Mo     | Di     | Mi     | Do     | Fr     | Sa     | So     |
| ------ | ------ | ------ | ------ | ------ | ------ | ------ | ------ |
| 31     |        |        |        | 1      | 2      | 3      | 4      |
| 32     | 5      | 6      | 7      | 8      | 9      | 10     | 11     |
| 33     | 12     | 13     | 14     | 15     | 16     | 17     | 18     |
| 34     | 19     | 20     | 21     | 22     | 23     | 24     | 25     |
| 35     | 26     | 27     | 28     | 29     | 30     | 31     |        |

| September | September | September | September | September | September | September | September |
| Kw        | Mo        | Di        | Mi        | Do        | Fr        | Sa        | So        |
| --------- | --------- | --------- | --------- | --------- | --------- | --------- | --------- |
| 35        |           |           |           |           |           |           | 1         |
| 36        | 2         | 3         | 4         | 5         | 6         | 7         | 8         |
| 37        | 9         | 10        | 11        | 12        | 13        | 14        | 15        |
| 38        | 16        | 17        | 18        | 19        | 20        | 21        | 22        |
| 39        | 23        | 24        | 25        | 26        | 27        | 28        | 29        |
| 40        | 30        |           |           |           |           |           |           |

| Oktober | Oktober | Oktober | Oktober | Oktober | Oktober | Oktober | Oktober |
| Kw      | Mo      | Di      | Mi      | Do      | Fr      | Sa      | So      |
| ------- | ------- | ------- | ------- | ------- | ------- | ------- | ------- |
| 40      |         | 1       | 2       | 3       | 4       | 5       | 6       |
| 41      | 7       | 8       | 9       | 10      | 11      | 12      | 13      |
| 42      | 14      | 15      | 16      | 17      | 18      | 19      | 20      |
| 43      | 21      | 22      | 23      | 24      | 25      | 26      | 27      |
| 44      | 28      | 29      | 30      | 31      |         |         |         |

| November | November | November | November | November | November | November | November |
| Kw       | Mo       | Di       | Mi       | Do       | Fr       | Sa       | So       |
| -------- | -------- | -------- | -------- | -------- | -------- | -------- | -------- |
| 44       |          |          |          |          | 1        | 2        | 3        |
| 45       | 4        | 5        | 6        | 7        | 8        | 9        | 10       |
| 46       | 11       | 12       | 13       | 14       | 15       | 16       | 17       |
| 47       | 18       | 19       | 20       | 21       | 22       | 23       | 24       |
| 48       | 25       | 26       | 27       | 28       | 29       | 30       |          |

| Dezember | Dezember | Dezember | Dezember | Dezember | Dezember | Dezember | Dezember |
| Kw       | Mo       | Di       | Mi       | Do       | Fr       | Sa       | So       |
| -------- | -------- | -------- | -------- | -------- | -------- | -------- | -------- |
| 48       |          |          |          |          |          |          | 1        |
| 49       | 2        | 3        | 4        | 5        | 6        | 7        | 8        |
| 50       | 9        | 10       | 11       | 12       | 13       | 14       | 15       |
| 51       | 16       | 17       | 18       | 19       | 20       | 21       | 22       |
| 52       | 23       | 24       | 25       | 26       | 27       | 28       | 29       |
| 1        | 30       | 31       |          |          |          |          |          |

## Ereignisse

### Politik und Weltgeschehen

#### Amerikanischer Unabhängigkeitskrieg

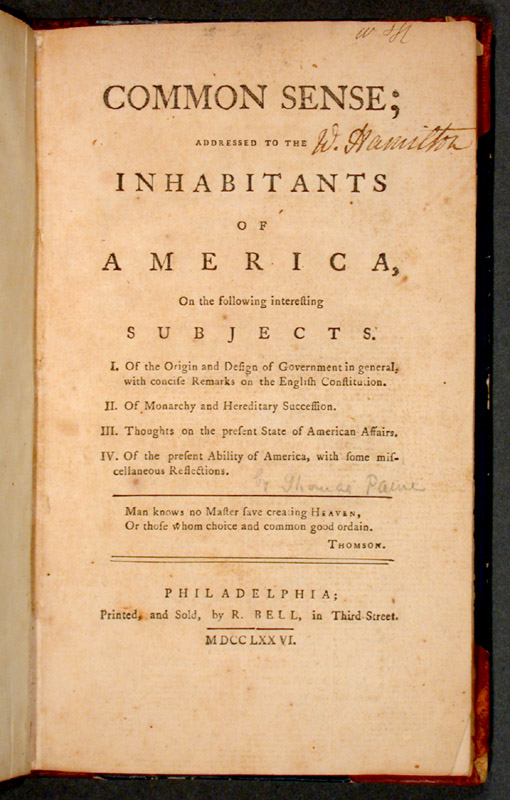
Titelseite von Thomas Paines Streitschrift Common Sense

- 10. Januar: Während des Amerikanischen Unabhängigkeitskrieges veröffentlicht Thomas Paine das Pamphlet Common Sense, das Thomas Jeffersons Unabhängigkeitserklärung entscheidend beeinflussen wird. Unter anderem wird darin erstmals der Name Vereinigte Staaten von Amerika vorgeschlagen.
- 15. Januar: Deutsche Beteiligung am Amerikanischen Unabhängigkeitskrieg / Soldatenhandel unter Landgraf Friedrich II. von Hessen-Kassel: In den Subsidienverträgen überlässt Landgraf Friedrich II. von Hessen-Kassel eigene Soldaten an Großbritannien zum Einsatz in Nordamerika.
- 26. Februar: Die Schlacht von Moores Creek Bridge ist eine der ersten Kampfhandlungen im Amerikanischen Unabhängigkeitskrieg, bei der die Amerikaner ein Regiment schottischer Loyalisten an der Überquerung der Brücke hindern.

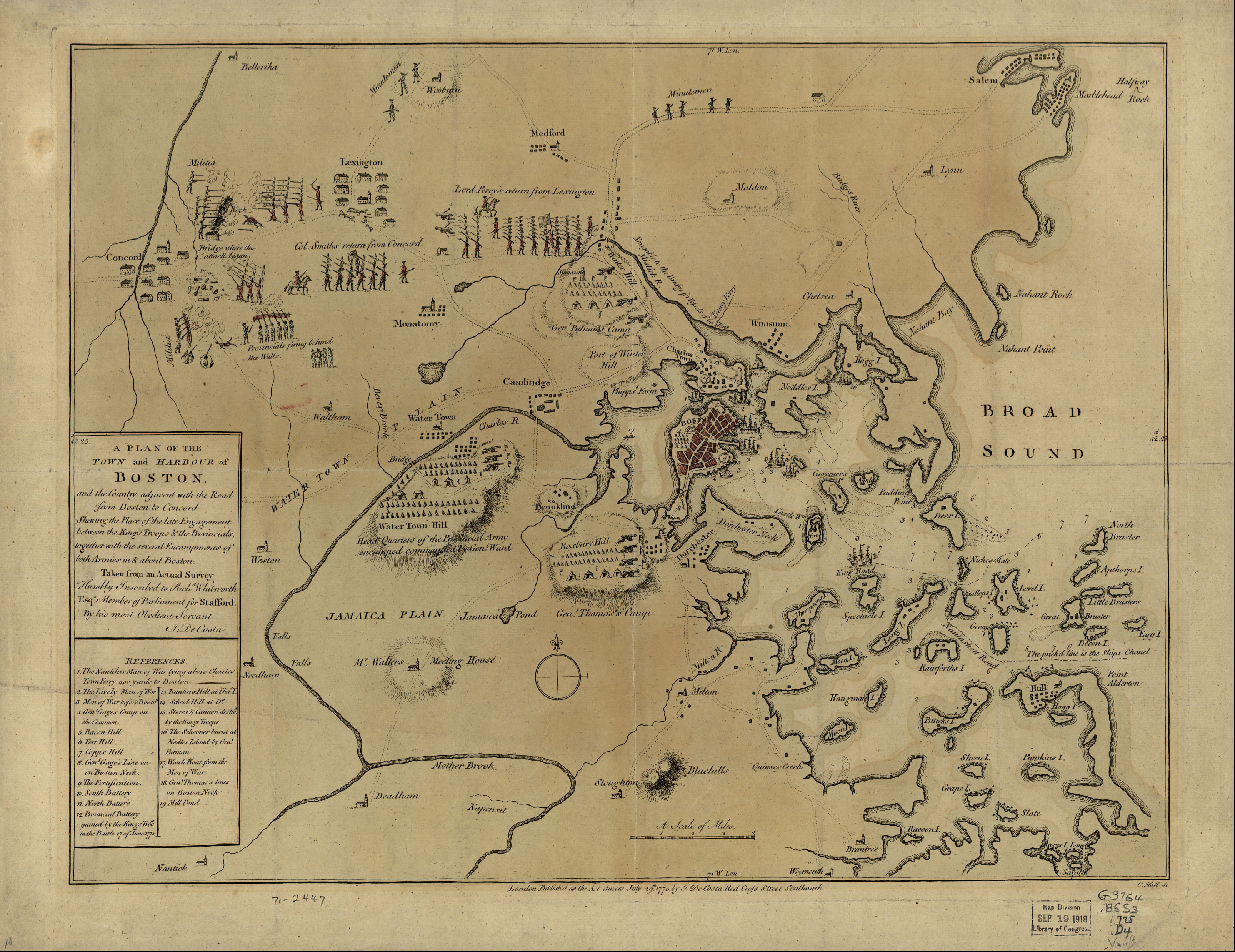
Belagerung von Boston

- 17. März: Die Belagerung von Boston endet. Die britischen Truppen beginnen damit, Boston auf dem Seeweg zu räumen. Im Amerikanischen Unabhängigkeitskrieg ist es Einheiten unter dem Befehl von George Washington und Henry Knox gelungen, ihre Artillerie in günstige Stellungen zu positionieren, welche die Stadt bestreichen können. Der gegnerische Befehlshaber William Howe ordnet daher eine Evakuierung an.
- 8. Juni: In der Schlacht von Trois-Rivières vereiteln die Briten einen Gegenangriff der amerikanischen Armee.
- 12. Juni: Die von George Mason formulierte Virginia Declaration of Rights wird vom in Williamsburg tagenden Konvent von Virginia einstimmig angenommen.
- 4. Juli: Mit der Verabschiedung der amerikanischen Unabhängigkeitserklärung der britischen Kolonien in Amerika entstehen die Vereinigten Staaten von Amerika. Eine Urkunde über die Resolution des Kontinentalkongresses wird Ende Juli ausgefertigt und am 2. August von den meisten Delegierten unterzeichnet.
- 8. Juli: Beim ersten öffentlichen Verlesen der Unabhängigkeitserklärung der Vereinigten Staaten wird in Philadelphia auch die Liberty Bell geläutet.

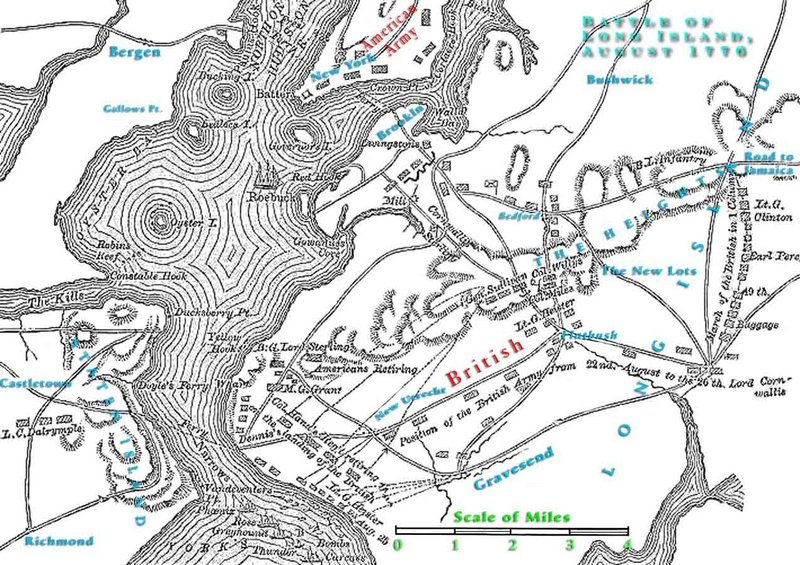
Schlacht von Long Island

- 27. August: Die Briten gewinnen gegen die Truppen der Kolonisten in der Schlacht von Long Island und besetzen danach New York City.

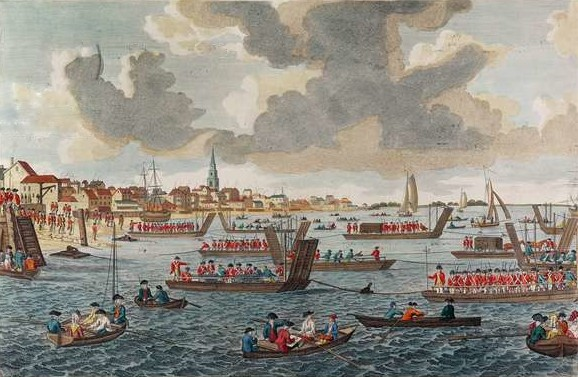
Landung britischer Truppen in Kip's Bay

- 15. September: Britisch-hessischen Truppen gelingt die erfolgreiche Landung bei Kips Bay an der Ostküste Manhattans. Die Amerikaner ziehen sich nach Harlem Heights zurück.
- 16. September: In der Schlacht von Harlem Heights siegen die Amerikaner.
- 22. September: Nathan Hale wird von den Briten wegen Spionage gehängt. Er wird in der Folge zu einem der Nationalhelden der Vereinigten Staaten.

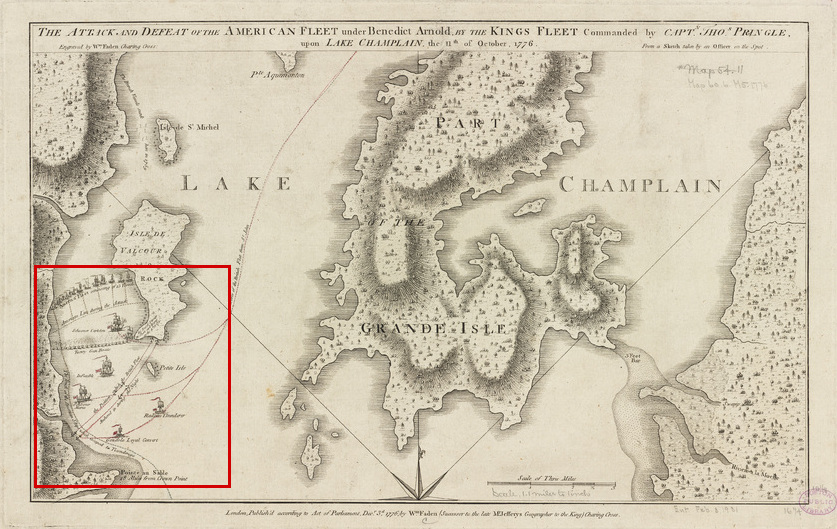
Karte der Schlacht von Valcour

- 11. Oktober: Mit der vernichtenden Niederlage im Seegefecht bei Valcour Island endet die Invasion von Kanada durch die Amerikaner.
- 18. Oktober: Die unentschiedene Schlacht von Pell’s Point erlaubt es dem amerikanischen Oberkommandierenden George Washington, den Hauptteil seiner Armee nach White Plains zu verlegen und so zu verhindern, dass diese in Manhattan eingeschlossen wird.
- 28. Oktober: Die Schlacht von White Plains bei New York City gewinnen Briten und ein hessisches Regiment über die amerikanischen Kolonisten unter George Washington. Ihre Chance, die Truppen der Siedler vollends zu dezimieren, lassen die Briten unter dem Befehl von William Howe ungenutzt.
- 16. November: Die Schlacht von Fort Washington ist die folgenreichste Niederlage der Kontinentalen Armee im amerikanischen Unabhängigkeitskrieg. Die britische Armee und ihre hessischen Verbündeten zwingen die amerikanische Besatzung des Forts zur Aufgabe und erringen damit die Kontrolle über die strategisch wichtige Insel Manhattan.

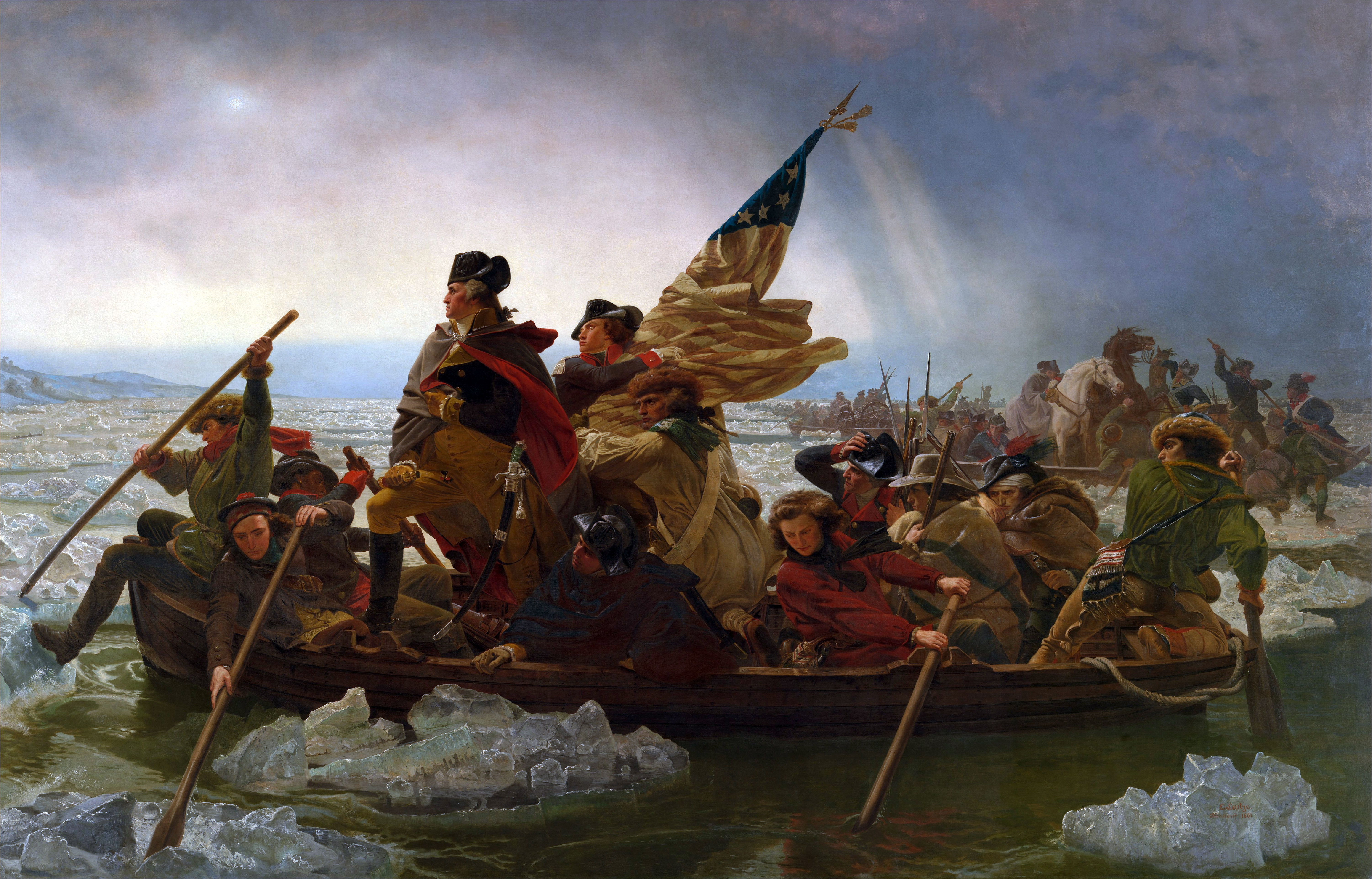
Washington Crossing the Delaware, Gemälde von Emanuel Leutze, 1851

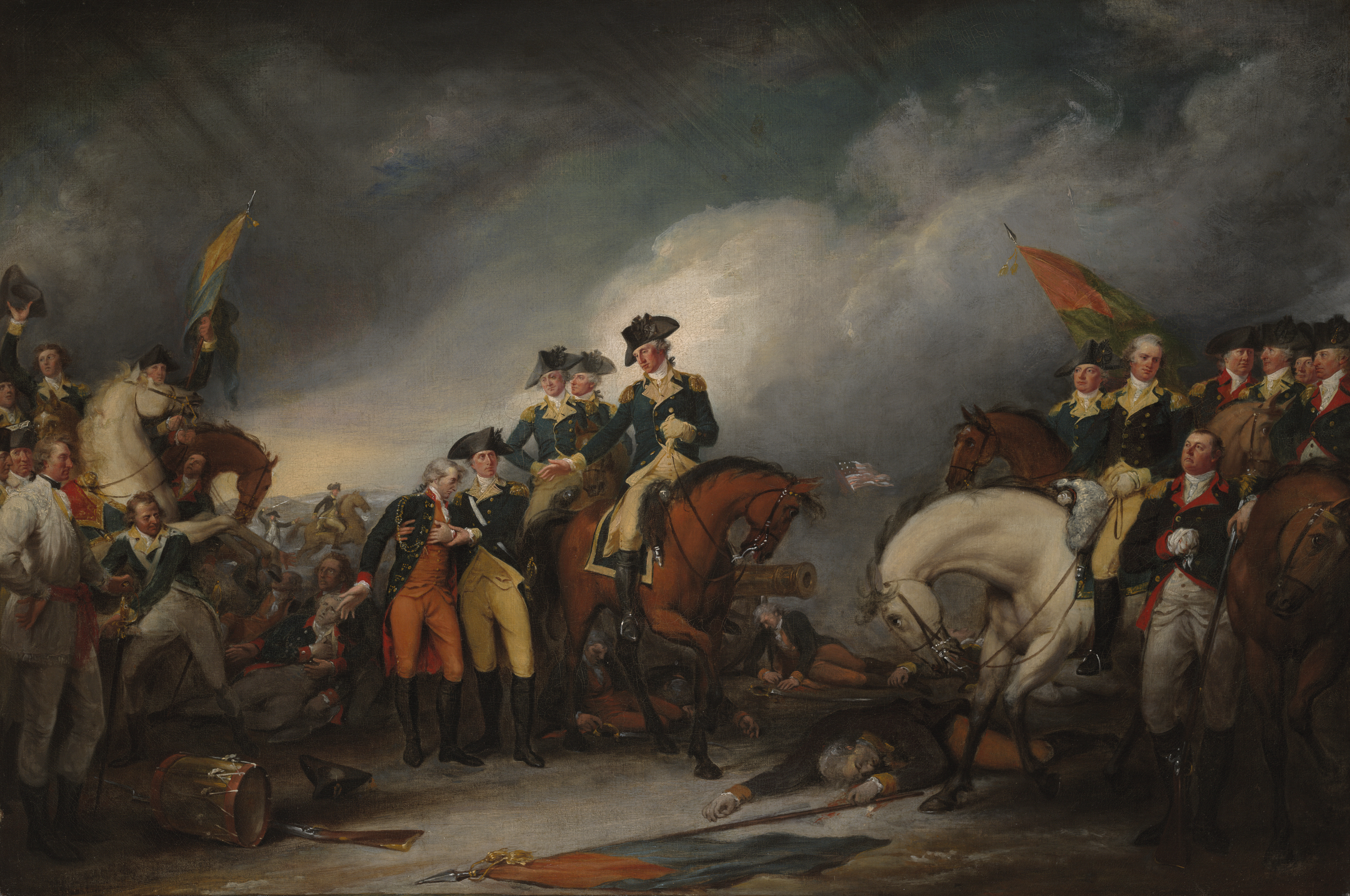
Die Kapitulation der hessischen Truppen

- 25. Dezember: George Washington überschreitet mit seinen Männern den Delaware River und besiegt am nächsten Tag in der Schlacht von Trenton, New Jersey, in britischen Diensten stehende hessische Regimenter vernichtend. Der außerordentliche Erfolg des relativ kleinen Gefechtes stellt den Kampfgeist und die Moral der amerikanischen Seite wieder her.
- Nach ihrem überraschenden Sieg zieht sich die Kontinentalarmee wieder in ihr Lager nach Pennsylvania zurück. Nach Auswertung der strategischen Lage fällen Washington und sein Stab jedoch die Entscheidung, sich dem erwarteten massiven britischen Gegenschlag wieder in Trenton zu stellen und die Kontinentalarmee zieht am 30. Dezember erneut nach New Jersey. General Washington platziert seine Truppen defensiv an der südlichen Seite des Assunpink Creek im Süden der Stadt und lässt umgehend mit Schanzarbeiten beginnen.
- 31. Dezember: Der Kontinentalarmee droht die Selbstauflösung, da die Dienstzeit der meisten Soldaten an diesem Tag endet. Mit einer patriotischen Ansprache und einer Prämie von zehn Dollar pro Kopf erreicht Washington schließlich, dass die meisten Soldaten einen weiteren Monat in der Armee verbleiben.

#### Weitere Ereignisse weltweit
- 2. Januar: In allen österreichischen Ländern der Habsburgermonarchie wird unter dem Einfluss von Joseph von Sonnenfels per Erlass der Erzherzogin Maria Theresia die Folter abgeschafft.

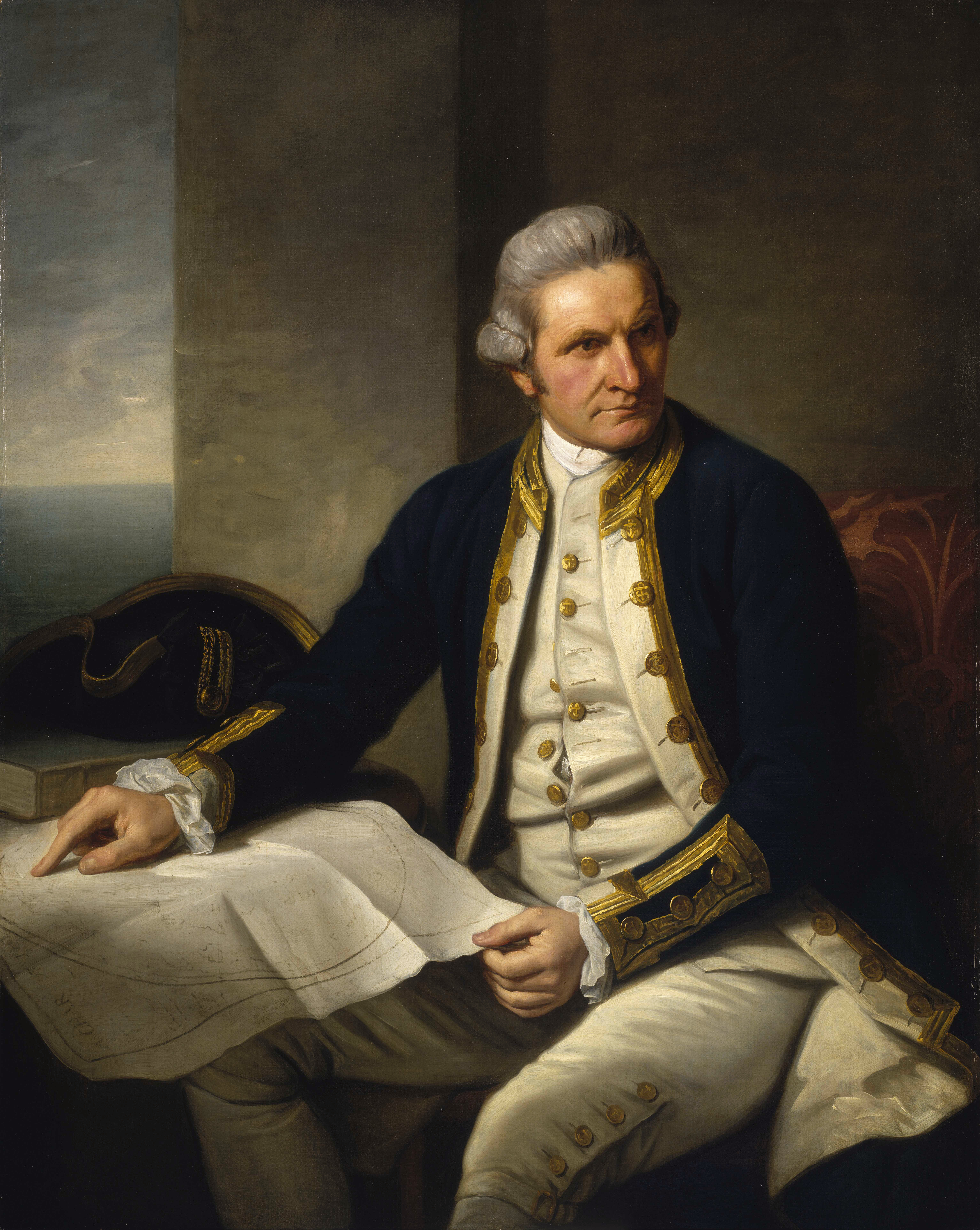
James Cook, 1776, Nathaniel Dance-Holland, National Maritime Museum

- 12. Juli: James Cook startet in Plymouth mit der Resolution zu seiner dritten Weltumseglung. An Bord befinden sich neben dem Polynesier Omai, der zurück in seine Heimat gebracht werden soll, der Maler John Webber und die späteren Forschungsreisenden George Vancouver und Heinrich Zimmermann. Sailing Master der Resolution ist William Bligh. Cook begibt sich zunächst über Teneriffa nach Kapstadt, wo im November das zweite Schiff, die HMS Discovery unter Captain Charles Clerke, zur Expedition stößt. Erste Vermessungsarbeiten macht Cook Ende Dezember etwa eine Woche lang auf den Kerguelen.
- 1. August: Das neue spanische Vizekönigreich des Río de la Plata wird vom Vizekönigreich Peru abgetrennt. Der Gouverneur von Buenos Aires, Pedro de Cevallos, wird am 15. Oktober 1777 als erster Vizekönig eingesetzt.
- 9. Oktober: Erste Europäische Siedlung in San Francisco, Mission San Francisco de Asís
- Die Quäker schaffen die Sklaverei unter ihren Mitgliedern ab.

### Wirtschaft
- 22. November: Anhaltende finanzielle Probleme führen zur Auflösung der Dänischen Westindien-Kompanie.
- 2. Dezember: Patrick Ferguson erhält ein Patent auf die Ferguson-Büchse, das erste militärisch genutzte Hinterlader-Gewehr.
- In der Landgrafschaft Hessen-Kassel wird erstmals der später als „Blutdollar“ bezeichnete Sterntaler geprägt.

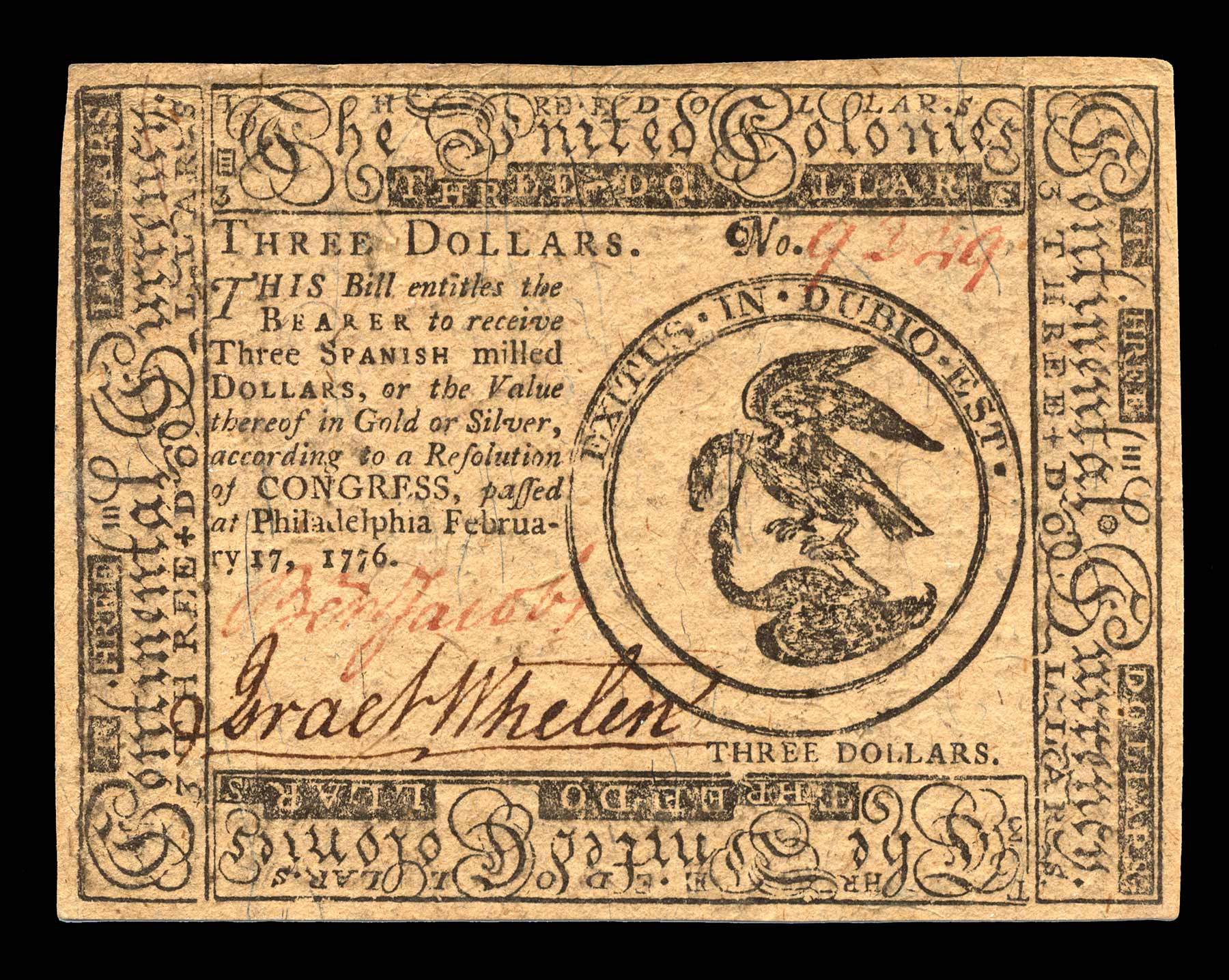
3 Kontinentaldollar 1776

- Geschichte des Geldes#Anfänge in Nordamerika: Der Kontinentalkongress führt zur Finanzierung des Unabhängigkeitskrieges der 13 Kolonien vom Britischen Weltreich den Kontinental-Dollar ein.

### Wissenschaft und Technik

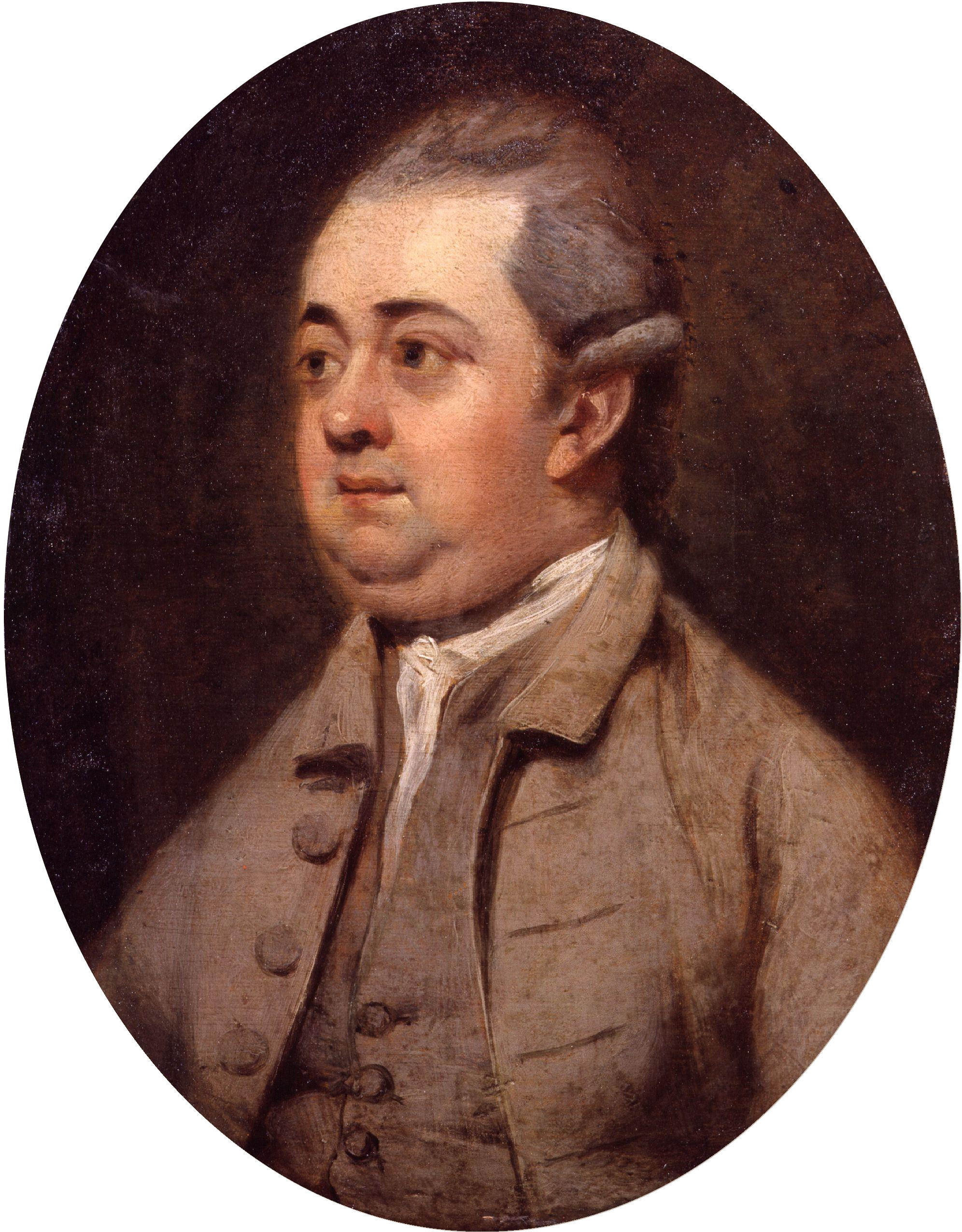
Edward Gibbon

- 17. Februar: In London erscheint Band 1 von The History of the Decline and Fall of the Roman Empire des Historikers Edward Gibbon. Sein auf sechs Bände konzipiertes Werk über Verfall und Untergang des Römischen Reiches prägt lange Jahre Vorstellungen über das Leben in römischer Zeit.
- 9. März: Das Hauptwerk von Adam Smith An Inquiry into the Nature and Causes of the Wealth of Nations erscheint in London.
- In der Fabrik von John Wilkinson wird die erste Dampfmaschine installiert, die nach dem von James Watt verbesserten Prinzip arbeitet.

### Kultur
- Februar: Johann Wolfgang von Goethe schreibt die erste Fassung von Wandrers Nachtlied und fügt sie einem Brief an Charlotte von Stein bei.
- 17. März: In Moskau wird das Bolschoi-Theater gegründet. Fürst Pjotr Urussow erhält von Kaiserin Katharina II. das Alleinrecht, Schau- und Singspiele aufzuführen. Die ersten Schauspieler sind Leibeigene des Fürsten. Die Aufführungen finden zunächst noch in einem Privathaus statt.
- 7. April: Die Spatzenmesse von Wolfgang Amadeus Mozart hat vermutlich an diesem Datum, dem Ostersonntag, ihre Uraufführung im Salzburger Dom. Es handelt sich um eine Missa brevis et solemnis.
- 7. Mai: In Berlin findet die Uraufführung des Singspiels Der Barbier von Sevilla von Friedrich Ludwig Benda nach dem Theaterstück Le Barbier de Séville von Pierre Augustin Caron de Beaumarchais statt. Das Libretto stammt von Gustav Friedrich Großmann.
- 12. Juni: Das Drame lyrique Les mariages samnites von André-Ernest-Modeste Grétry wird in der Comédie-Italienne in Paris uraufgeführt. Das Libretto stammt von Barnabé Farmian Durosoy und basiert auf Jean-François Marmontels Le château du prince de Conti. Unter anderen singt Louise-Rosalie Lefebvre.
- 4. Juli: Albert Kasimir von Sachsen-Teschen, Schwiegersohn von Kaiserin Maria Theresia, gründet in Wien die Kunstsammlung Albertina.
- 2. Oktober: Auch von Johann André wird in Berlin eine Oper namens Der Barbier von Seville uraufgeführt. Auch diese Oper basiert auf dem Theaterstück von Beaumarchais und dem Libretto von Gustav Friedrich Großmann.

### Gesellschaft
- April: Der Bigamie-Prozess gegen Elizabeth Chudleigh verhandelt den beherrschenden politischen Skandal Großbritanniens.
- 1. Mai: Der Illuminatenorden wird von Adam Weishaupt zusammen mit zwei Studenten an der Universität Ingolstadt als Geheimbund gegründet.
- 7. Oktober: Der russische Kronprinz Paul und die zum orthodoxen Glauben übergetretene Sophie Dorothee von Württemberg heiraten in Sankt Petersburg.

### Katastrophen
- 5./6. September: Martinique und Guadeloupe werden von einem tropischen Wirbelsturm stark getroffen. Etwa 6.000 Menschen sterben bei diesem Hurrikan.

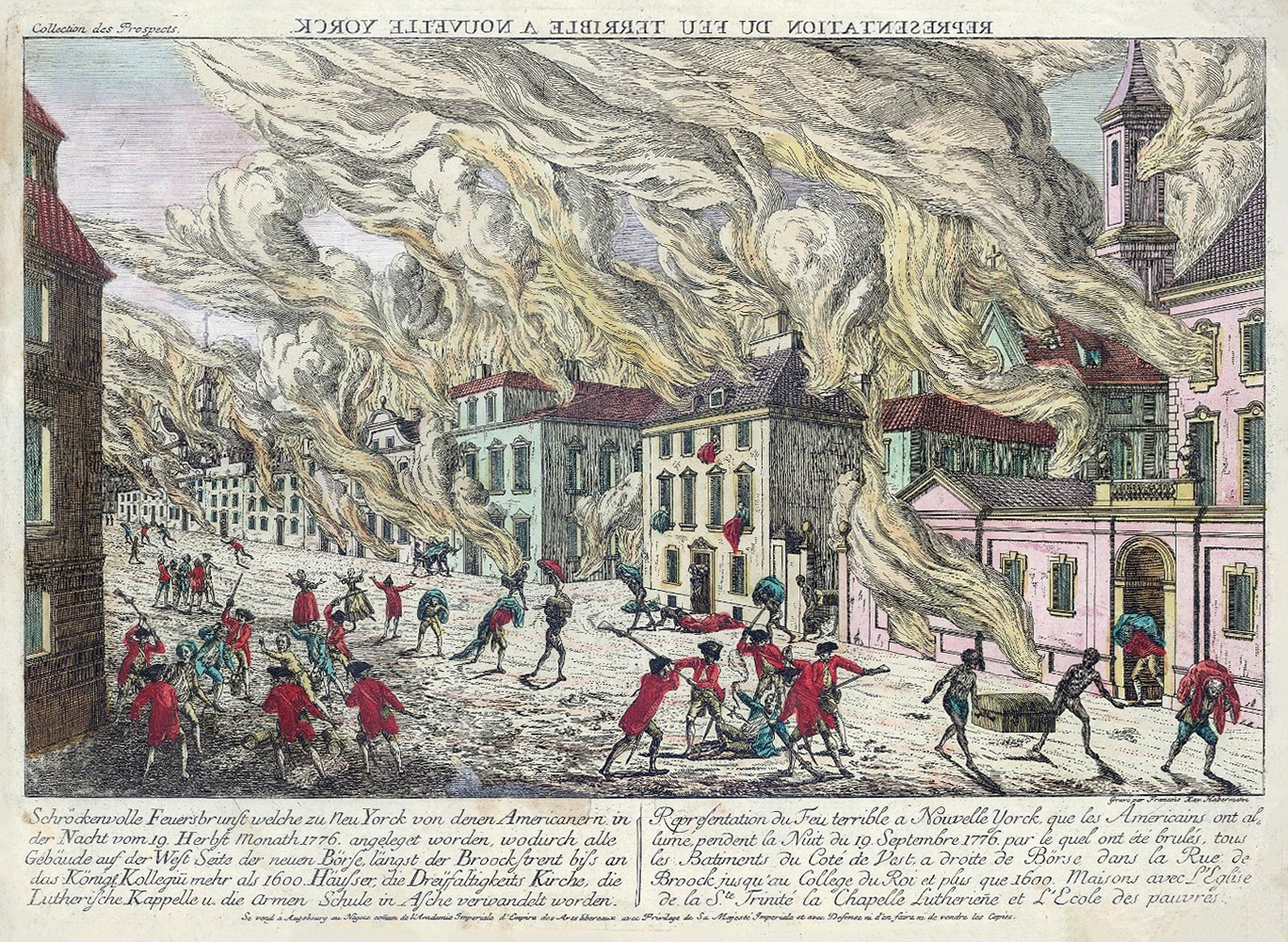
Das Große Feuer von New York

- 21. September: Beim Großen Feuer in New York City brennen rund 500 Gebäude ab.

## Geboren

### Erstes Quartal
- 03. Januar: Thomas Morris, US-amerikanischer Politiker († 1844)
- 06. Januar: Ferdinand von Schill, preußischer Offizier, Freikorps-Führer († 1809)
- 15. Januar: William Frederick, 2. Duke of Gloucester and Edinburgh, britischer Adliger, Mitglied der Königsfamilie († 1834)
- 16. Januar: Johann Heinrich Moritz von Poppe, deutscher Mathematiker und Physiker († 1854)
- 17. Januar: Carl Ludwig August von Benning, deutscher Offizier († 1829)
- 24. Januar: Wilhelmine Halberstadt, deutsche Pädagogin und Schriftstellerin († 1841)

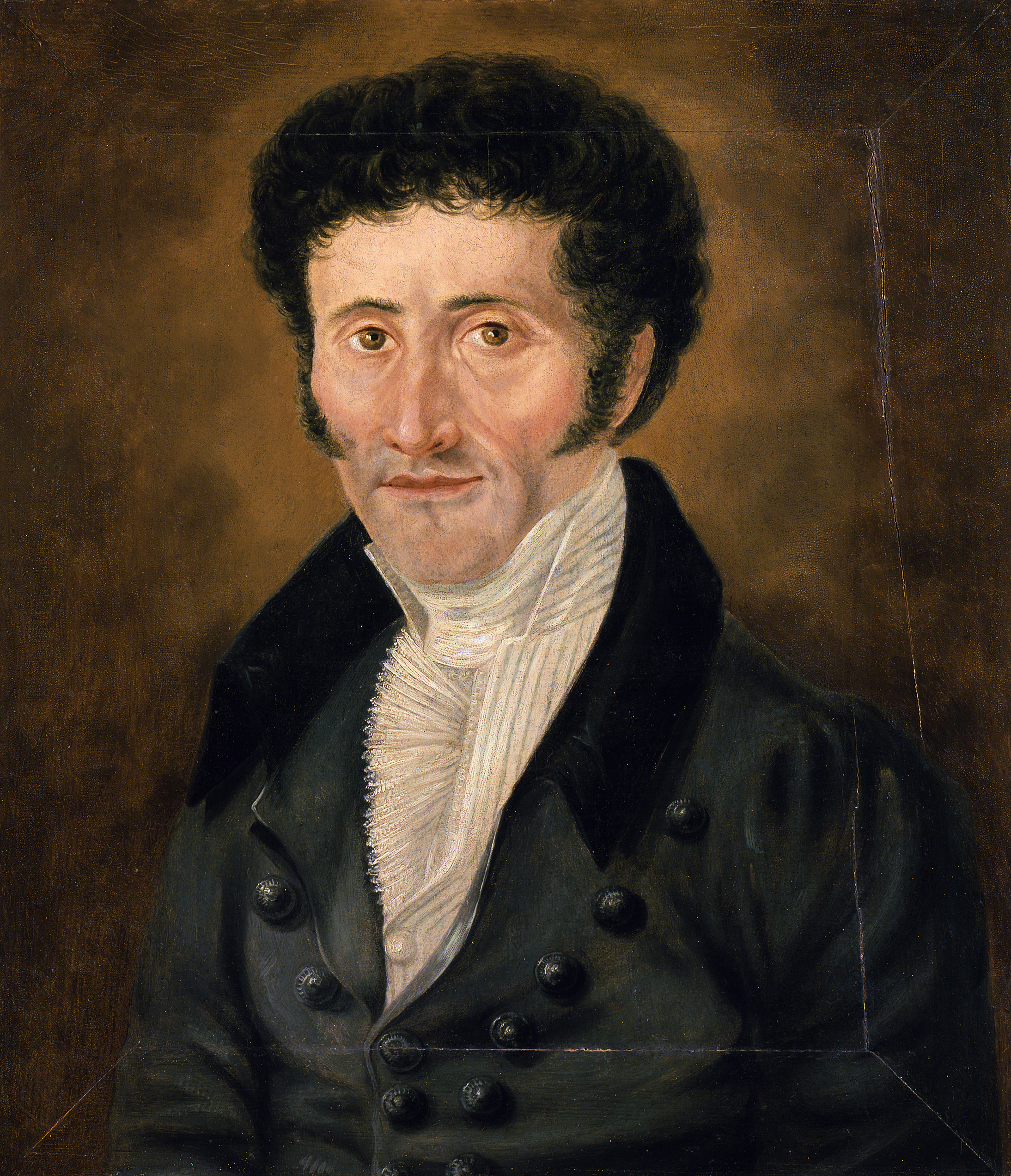
E. T. A. Hoffmann

- 24. Januar: E. T. A. Hoffmann, deutscher Schriftsteller, Jurist, Komponist, Kapellmeister, Musikkritiker, Zeichner und Karikaturist († 1822)
- 25. Januar: Joseph Görres, deutscher Gymnasial- und Hochschullehrer und Publizist († 1848)
- 03. Februar: Karl Wilhelm Walch, deutscher Rechtswissenschaftler († 1853)
- 04. Februar: Gottfried Reinhold Treviranus, deutscher Arzt und Naturforscher († 1837)
- 09. Februar: Pjotr Iwanowitsch Rikord, russischer Admiral († 1855)
- 11. Februar: Karl Gottlieb Bretschneider, deutscher evangelischer Theologe († 1848)
- 11. Februar: Ioannis Kapodistrias, griechischer Politiker († 1831)
- 13. Februar: Alexandre Louis Robert de Girardin, französischer General († 1855)
- 14. Februar: Christian Gottfried Daniel Nees von Esenbeck, deutscher Botaniker und Naturphilosoph († 1858)
- 15. Februar: Johann Adam Oestreich, deutscher Orgelbauer († 1865)
- 22. Februar: Heinrich Escher, Schweizer Unternehmer und Entomologe († 1853)
- 23. Februar: Johann David Gruschwitz, deutscher Textilindustrieller († 1848)
- 23. Februar: John Walter, britischer Verleger, Inhaber und Herausgeber der „The Times“ († 1847)
- 28. Februar: Charles-Henri Allamand, Schweizer Mediziner († 1840)
- 28. Februar: Jean-Pierre Boyer, von 1818 bis 1843 Präsident von Haiti († 1850)
- 29. Februar: Johann August Bruckmann, deutscher Architekt, Geologe, Landbaumeister, Wasserbauingenieur, Sachbuchautor und Erfinder († 1835)
- 01. März: John Collins, US-amerikanischer Politiker († 1822)
- 10. März: Luise von Mecklenburg-Strelitz, preußische Königin († 1810)
- 12. März: Hester Stanhope, britische Abenteurerin († 1839)
- 17. März: Joel Abbot, US-amerikanischer Politiker († 1826)
- 23. März: Vicente Salias, venezolanischer Revolutionär, Journalist und Schriftsteller († 1814)
- 27. März: Charles François Brisseau de Mirbel, französischer Botaniker († 1854)

### Zweites Quartal

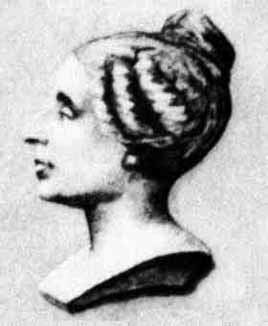
Sophie Germain (1776–1831)

- 01. April: Sophie Germain, französische Mathematikerin († 1831)
- 13. April: Wilhelm von Schütz, deutscher Dichter († 1847)
- 19. April: Wassili Golownin, russischer Marineoffizier und Wissenschaftler († 1831)
- 26. April: Joan Melchior Kemper, niederländischer Politiker und Rechtswissenschaftler († 1824)
- 27. April: Hyacinthe Jadin, französischer Komponist und Professor († 1800)
- 04. Mai: Johann Friedrich Herbart, deutscher Philosoph, Psychologe und Pädagoge († 1841)
- 07. Mai: Dániel Berzsenyi, ungarischer Dichter († 1836)
- 07. Mai: Jacob Gråberg, schwedischer Gelehrter († 1847)
- 10. Mai: George Thomas Smart, englischer Dirigent, Organist, Geiger und Komponist († 1867)
- 17. Mai: Amos Eaton, US-amerikanischer Wissenschaftler († 1842)
- 21. Mai: Pierre Jean Baptiste Arnollet, französischer Ingenieur († 1857)
- 29. Mai: Peter Erasmus Müller, dänischer Bischof, Historiker und Sprachforscher († 1834)
- 01. Juni: George Schetky, US-amerikanischer Komponist, Cellist und Musikverleger († 1831)
- 01. Juni: Pawel Andrejewitsch Schuwalow, russischer General und Diplomat († 1823)
- 08. Juni: Thomas Rickman, britischer Architekt († 1841)
- 11. Juni: John Constable, britischer Landschaftsmaler († 1837)
- 19. Juni: Carlo Amati, italienischer Architekt († 1852)
- 23. Juni: Karl August Ulrich, preußischer Domänenpächter († 1826)

### Drittes Quartal
- 01. Juli: Sophie Gay, französische Schriftstellerin († 1852)
- 04. Juli: Ethan Allen Brown, US-amerikanischer Politiker († 1852)
- 13. Juli: Amalie Christiane, badische Prinzessin († 1823)
- 16. Juli: Ferdinand Freiherr von Andrian-Werburg, bayerischer Regierungspräsident († 1851)
- 16. Juli: Johann Georg von Soldner, deutscher Physiker, Mathematiker und Astronom († 1833)
- 30. Juli: Maximilian Speck von Sternburg, deutscher Kaufmann, Unternehmer und Kunstsammler († 1856)
- 31. Juli: Ernst Anton Clarus, deutscher evangelischer Geistlicher und Politiker († 1848)
- 02. August: Friedrich Stromeyer, deutscher Chemiker († 1835)
- 07. August: Amalie von Nassau-Weilburg, Fürstin von Anhalt-Bernburg-Schaumburg-Hoym († 1841)

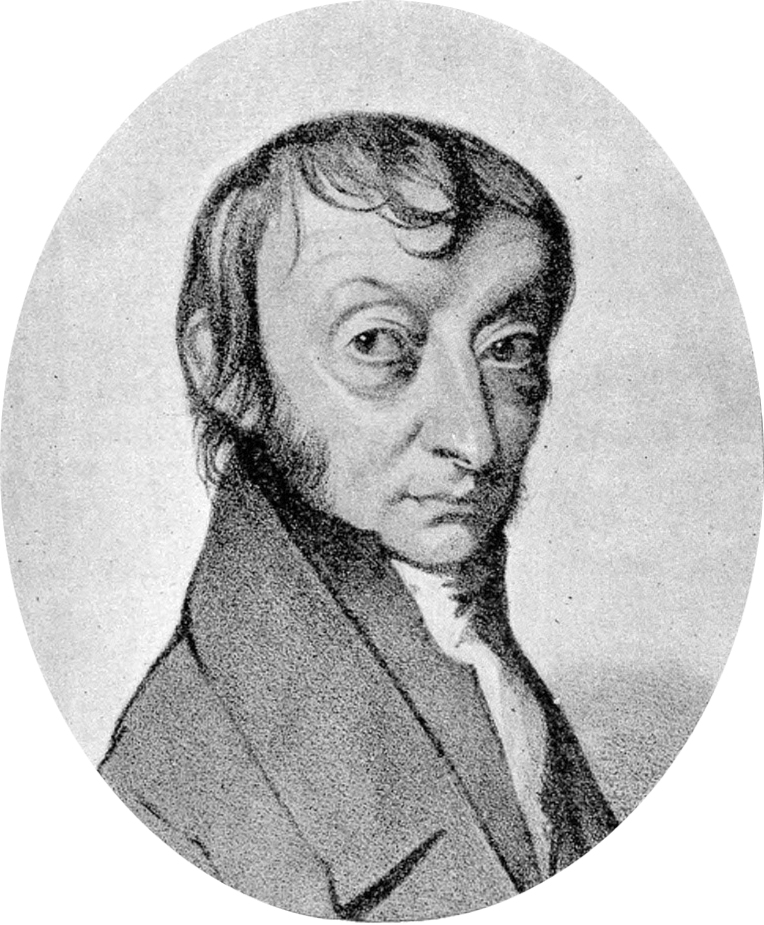
Amedeo Avogadro

- 09. August: Amedeo Avogadro, italienischer Physiker und Chemiker († 1856)
- 14. August: Christian Friedrich Tieck, deutscher Bildhauer († 1851)
- 15. August: Gottlieb Schick, deutscher Maler des Klassizismus († 1812)
- 15. August: Ignaz von Seyfried, österreichischer Dirigent und Komponist († 1841)
- 18. August: August von Herder, deutscher Geologe und Mineraloge († 1838)
- 27. August: Barthold Georg Niebuhr, deutscher Historiker († 1831)
- 27. August: Georg Andreas Reimer, deutscher Verleger († 1842)
- 29. August: François-Marie Daudin, französischer Zoologe († 1803)
- 10. September: Ulrich Friedrich Hausmann, deutscher Tiermediziner († 1847)
- 15. September: Calvin Willey, US-amerikanischer Politiker († 1858)
- 17. September: Langdon Cheves, US-amerikanischer Politiker († 1857)
- 29. September: Michael Pfurtscheller, Tiroler Freiheitskämpfer († 1854)

### Viertes Quartal
- 13. Oktober: Peter Barlow, britischer Schriftsteller und Physiker († 1862)
- 20. Oktober: David Sprüngli, Schweizer Zuckerbäcker und Chocolatier († 1862)
- 21. Oktober: George Izard, US-amerikanischer Politiker († 1828)
- 28. Oktober: Joachim Haspinger, Tiroler Pfarrer und Patriot († 1858)
- 31. Oktober: Francis Locke, US-amerikanischer Politiker († 1823)
- 07. November: James Abercromby, 1. Baron Dunfermline, britischer Jurist und Politiker († 1858)
- 15. November: Pehr Henrik Ling, schwedischer Autor und Dichter († 1839)
- 17. November: Friedrich Christoph Schlosser, deutscher Historiker († 1861)
- 25. November: Johanne Juliane Schubert, deutsche Weberin und Volksdichterin aus Niederschlesien († 1864)
- 28. November: Auguste Friederike, Prinzessin von Hessen-Homburg und Erbgroßherzogin von Mecklenburg-Schwerin († 1871)
- 28. November: Andreas Buchner, deutscher Historiker und Theologe († 1854)
- 01. Dezember: Elijah H. Mills, US-amerikanischer Politiker († 1829)
- 06. Dezember: Paul Struck, deutscher Komponist († 1820)
- 08. Dezember: William Logan, US-amerikanischer Politiker († 1822)
- 10. Dezember: Abraham Mendelssohn Bartholdy, deutscher Bankier und Kulturförderer († 1835)

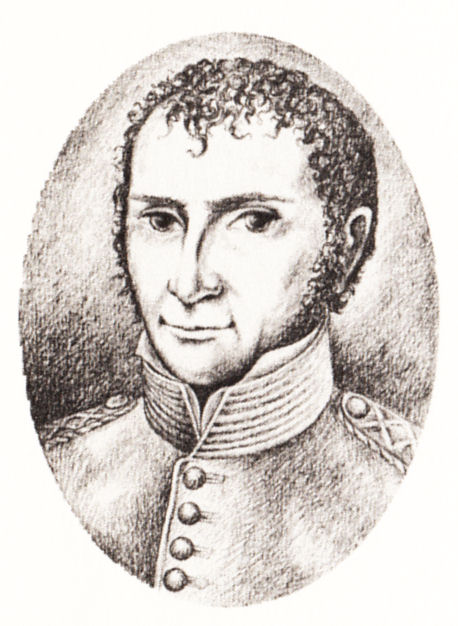
Johann Wilhelm Ritter

- 16. Dezember: Johann Wilhelm Ritter, deutscher Physiker und Philosoph († 1810)
- 17. Dezember: Friedrich Ludwig Wilhelm Christian Karl von Tabor, belgischer General († 1851)
- 19. Dezember: Edward Somerset, britischer Kavalleriegeneral († 1842)
- 23. Dezember: Dominik Epp, Schweizer Gutsbesitzer und Politiker († 1848)
- 26. Dezember: Christian Friedrich Brendel, deutscher Bergingenieur († 1861)

### Genaues Geburtsdatum unbekannt
- Philipp Karl Graf von Arberg, deutsch-österreichischer Adeliger († 1814)
- Al-Hadjdj Muhammad al-Amîn al-Kânemî, arabischer Gelehrter († 1837)
- Mirza Abolhasan Khan Ilchi, persischer Schriftsteller, Botschafter und Außenminister († 1846)
- Wilhelm Rehbein, deutscher Arzt († 1825)
- Shikitei Samba, japanischer Schriftsteller († 1822)
- Thomas Staines, britischer Seeoffizier († 1830)

## Gestorben

### Erstes Halbjahr
- 03. Januar: Paolo Posi, italienischer Architekt (* 1708)
- 05. Januar: Philipp Ludwig Statius Müller, deutscher Zoologe (* 1725)
- 14. Januar: Edward Cornwallis, britischer Gouverneur von Nova Scotia und Gibraltar (* 1713)
- 23. Januar: Franz Sebald Unterberger, Südtiroler Maler (* 1706)
- 26. Januar: Johann Caspar Högl, österreichischer Steinmetzmeister und Bildhauer (* 1702)
- 28. Januar: Julián Manuel de Arriaga y Rivera, spanischer Adeliger, Offizier und Minister (* 1700)
- 02. Februar: Francis Hayman, englischer Maler und Illustrator (* 1708)
- 12. Februar: Georg Johann Ludwig Vogel, deutscher Orientalist und evangelischer Theologe (* 1742)
- 13. Februar: Jacob van der Aa, niederländischer Maler (* 1743)
- 20. Februar: Philipp Ernst Kern, Generalsuperintendent in Hildburghausen (* 1716)
- 04. März: Johann Georg Ziesenis der Jüngere, deutscher Porträtmaler (* 1716)
- 05. März: Yeongjo, König des koreanischen Königreiches Joseon (* 1694)
- 24. März: Johann Georg Achenbach, deutscher Politiker (* 1706)
- 24. März: John Harrison, englischer Uhrmacher, Erfinder der Uhrenhemmung und der Temperaturkompensation (* 1693)
- 26. März: Samuel Ward, Gouverneur der Colony of Rhode Island and Providence Plantations (* 1725)
- 18. April: Johann Joseph von Khevenhüller-Metsch, Diplomat der Habsburgermonarchie (* 1706)
- 26. April: Wilhelmina Luisa von Hessen-Darmstadt, erste Gattin des Zaren Paul I. (* 1755)
- 07. Mai: Maria Anna Josepha von Bayern, Frau des Markgrafen von Baden (* 1734)
- 25. Mai: Johann Georg von Langen, deutscher Forst- und Oberjägermeister (* 1699)
- 30. Mai: Ike no Taiga, japanischer Maler (* 1723)
- 01. Juni: Erdmann Rudolf Fischer, deutscher lutherischer Theologe (* 1687)
- 02. Juni: John Thomas, amerikanischer Arzt und Generalmajor (* 1724)
- 10. Juni: Hsinbyushin, Herrscher des Königreichs Ava im heutigen Myanmar aus der Konbaung-Dynastie (* 1736)
- 13. Juni: William Battie, englischer Arzt (* 1703)
- 20. Juni: Benjamin Huntsman, englischer Uhrmacher und Erfinder (* 1704)

### Zweites Halbjahr
- 15. Juli: Franco Pauw, Bürgermeister von Delft und Leiter der Niederländischen Ostindien-Kompagnie (* 1714)
- 16. Juli: Franziska Christine von Pfalz-Sulzbach, Fürstäbtissin des Stiftes Essen (* 1696)
- 21. Juli: Giuseppe Maria Asclepi, italienischer Astronom und Physiker (* 1706)
- 26. Juli: Benedicta Margareta von Löwendal, deutsche Unternehmerin (* 1683)
- 02. August: Louis François I. de Bourbon,  Fürst von Conti (* 1717)
- 02. August: Jordan Simon, deutscher katholischer Theologe (* 1719)
- 02. August: Matthew Maty, niederländischer Mediziner, Biograf und Bibliothekar (* 1718)

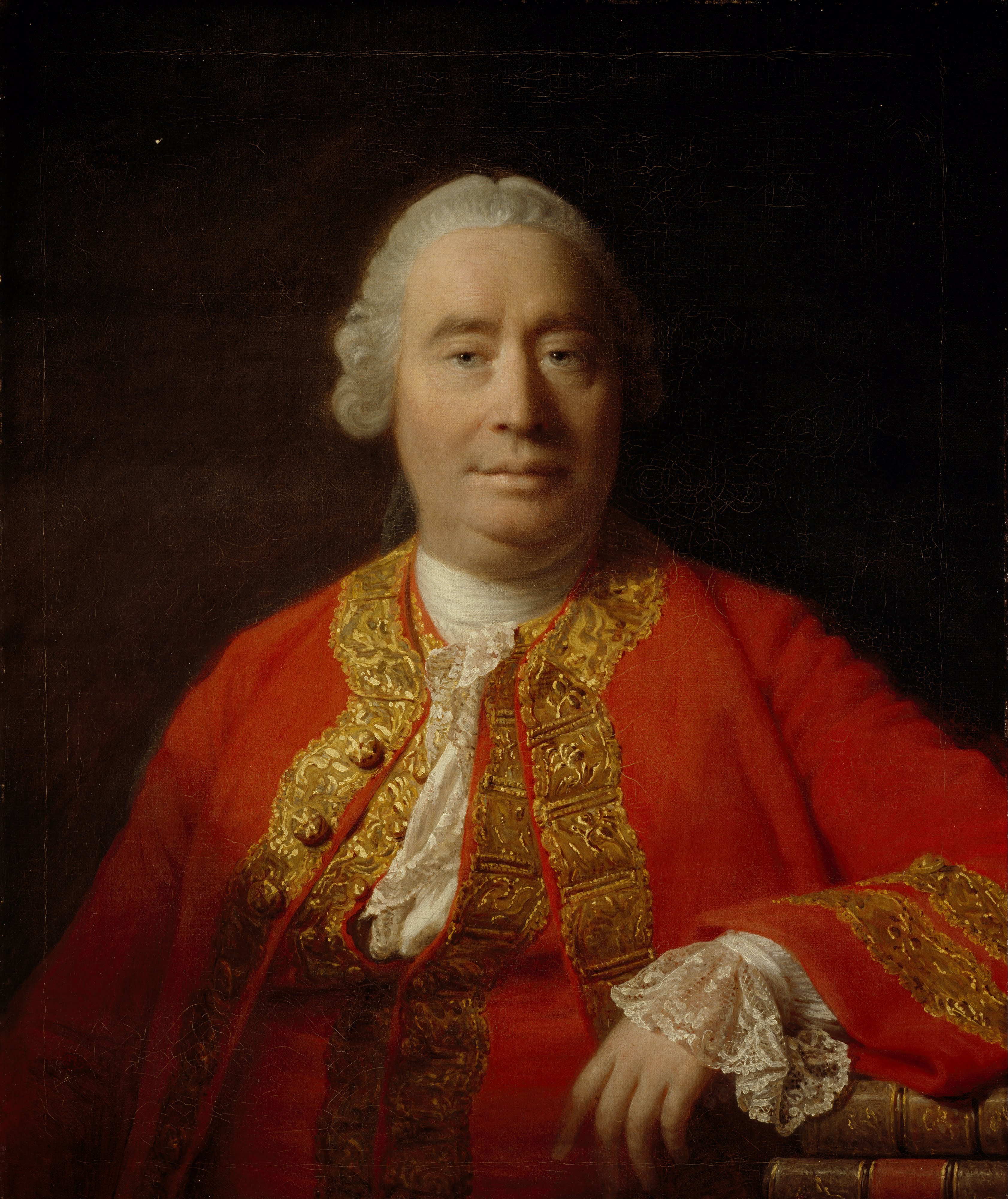
David Hume, 1766

- 25. August: David Hume, schottischer Philosoph und Historiker (* 1711)
- 26. August: Christian Ernst Hanßelmann, deutscher Archivar und Archäologe (* 1699)
- 01. September: Ludwig Christoph Heinrich Hölty, deutscher Dichter (* 1748)
- 06. September: Jan Bouman, niederländischer Baumeister in Preußen (* 1706)
- 15. September: Joachim Erdmann Schmidt, deutscher Rechtswissenschaftler und Historiker (* 1710)
- 19. September: Johann Albrecht von Bülow, preußischer General der Infanterie (* 1708)
- 20. September: Cadwallader Colden, britischer Wissenschaftler und kommissarischer Gouverneur der Provinz New York (* 1688)

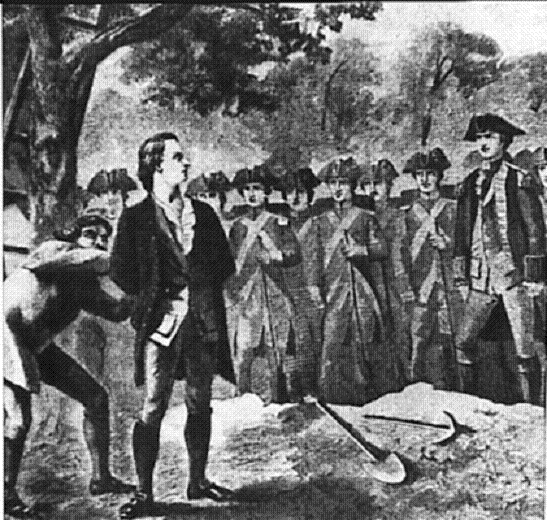
Die Hinrichtung Nathan Hales

- 22. September: Nathan Hale, US-amerikanischer Offizier, Lehrer und Nationalheld (* 1755)
- 03. Oktober: George Desmarées, schwedischer Maler (* 1697)
- 26. Oktober: Richard Bland, Delegierter für Virginia im Kontinentalkongress (* 1710)
- 28. Oktober: Sophie von Sachsen-Hildburghausen, Herzogin von Sachsen-Coburg-Saalfeld (* 1760)
- 15. November: Fernando de Silva y Álvarez de Toledo, spanischer Diplomat und Politiker (* 1714)
- 16. November: James Ferguson, schottischer Astronom und Mechaniker (* 1710)
- 29. November: Giovanna Maria Farussi, italienische Theaterschauspielerin, Mutter der Gebrüder Casanova (* 1708)
- 12. Dezember: Anton Maria Stupan von Ehrenstein, österreichischer Geheimrat (* unbekannt)
- 13. Dezember: Karl Franz Henisch, deutscher Schauspieler und Librettist (* 1745)
- 14. Dezember: Johann Jakob Breitinger, Schweizer Philologe und Autor (* 1701)
- 26. Dezember: Johann Rall, hessischer Oberst (* 1725)

### Genaues Todesdatum unbekannt
- Lemuel Abbott, englischer Kleriker und Dichter (* um 1730)
- Benedikt von Ahlefeldt, Kommandant von Helgoland und Landrat in Uetersen (* 1717)
- Giorgio Antoniotti, italienischer Komponist und Cellist (* um 1692)
- Sanctus Seraphin, italienischer Geigenbauer (* 1699)
- Nikolai Sergejewitsch Titow, russischer Komponist (* vor 1750)